# Холка
Хо́лка — место на позвоночнике между лопатками четвероногого животного. У многих видов является самой высокой точкой тела; у лошадей и собак — стандартное место для измерения роста животных (в отличие от крупного рогатого скота, у которого, как правило, рост измеряется от верхней части бедра).

## Лошади

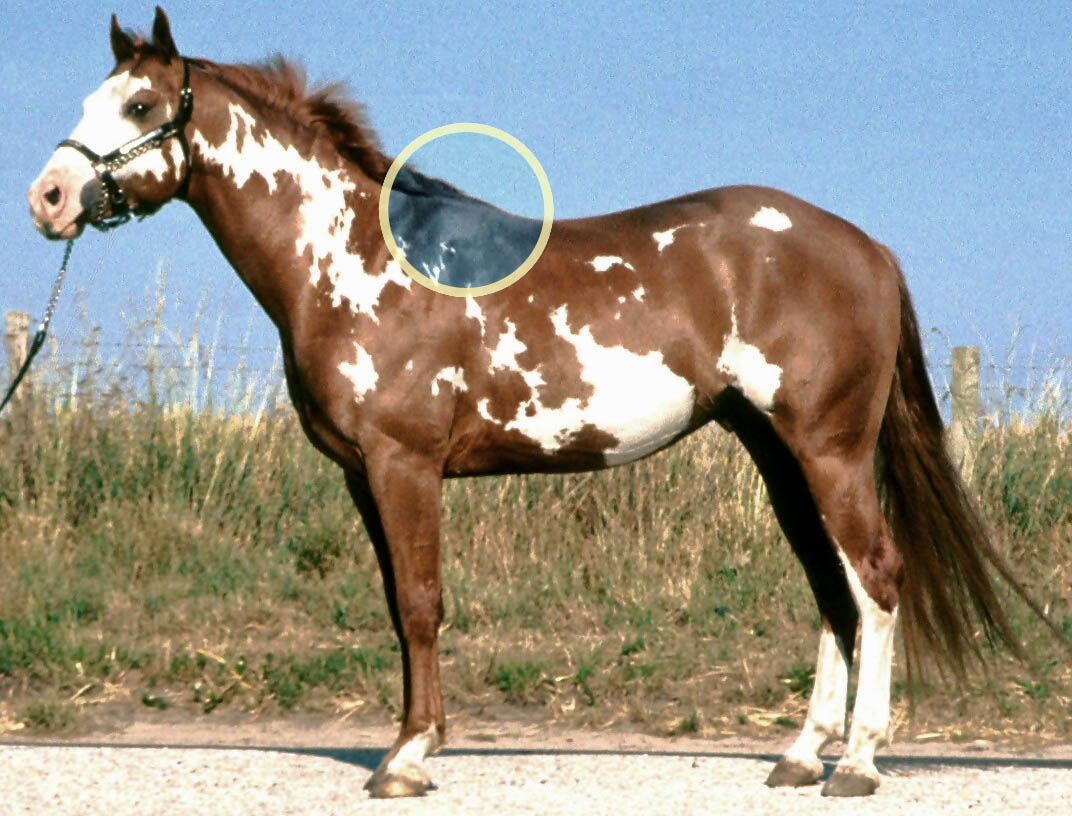
Место холки у лошади

У лошадей холка образуется частью позвоночника между 3-м и 11-м спинными позвонками (у большинства лошадей 18 спинных позвонков), которые необычно удлинены в этой части тела. У лошади отростки позвонков могут достигать свыше 30 см в длину.
Так как холка не двигается по отношению к уровню земли (как у лошадей, так и у собак), она используется для измерения роста лошади. Обычно рост лошади измеряется в ладонях — в одной ладони 4 дюйма (10,16 см). Лошади могут иметь существенно различный рост — от небольших пони до крупных тягловых лошадей. Средняя высота в холке чистопородной лошади составляет 16 ладоней (1,6 м), для пони — 14,2 ладоней (1,44 м).

## Собаки
У собаки рост в холке часто измеряется для определения высоты прыжка собаки в различных видах спортивных состязаний, а также для определения соответствия внешнего вида собаки стандартам качества своей породы.
Холка у собаки образуется первыми пятью позвонками грудного (спинного) отдела позвоночника. Это место должно быть самой высокой точкой спины у спокойно стоящей собаки.

## Медицинские проблемы
Воспаление слизистых сумок (бурсит) в этой области часто называется свищом холки (fistulous withers).